# Le Canard qui aimait les poules
Le Canard qui aimait les poules (espagnol : El Patito Saubón) est une bande dessinée humoristique de l'Argentin Carlos Nine d'abord publiée en noir et blanc au début des années 1990 dans la revue argentine Fierro (es), redessinée, augmentée et colorisée pour sa parution en français chez Albin Michel en 2000. Une nouvelle édition encore retravaillée a été publiée par Les Rêveurs en 2009 sous le titre Saubón le petit canard. 

## Récompenses
- 2002 :  Alph-Art du meilleur album étranger au festival d'Angoulême[1]

### Documentation
- Dominique Hérody, « Le Canard qui aimait les poules », dans Primés à Angoulême, Angoulême : Éditions de l'An 2, 2003, p. 100-101.
- Ronan Lancelot, « Plumes au vent », BoDoï, no 35,‎ novembre 2000, p. 16.